# Węglówka (województwo podkarpackie)

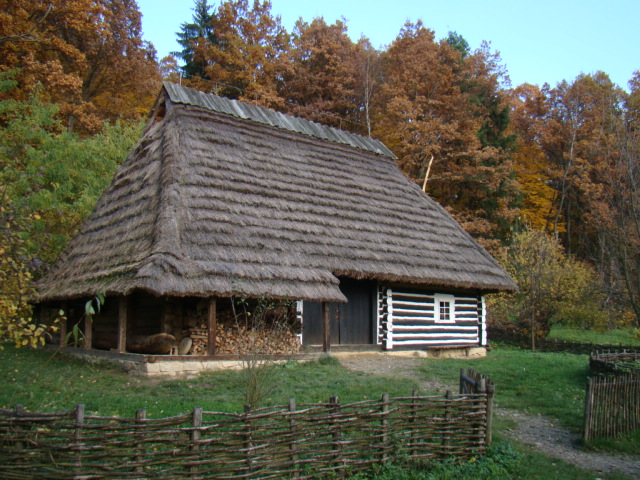
Dawna zabudowa Węglówki, chałupa (Zamieszańcy) przeniesiona do skansenu w Sanoku

Węglówka (j. łemkowski Ванівка) – wieś w Polsce położona w województwie podkarpackim, w powiecie krośnieńskim, w gminie Korczyna. Położona w dolinie Czarnego Potoku w otoczeniu najwyższych wzniesień Pogórza Strzyżowsko-Dynowskiego.
Miejscowość jest siedzibą rzymskokatolickiej parafii Narodzenia Najświętszej Maryi Panny.
W latach 1975–1998 miejscowość należała administracyjnie do województwa krośnieńskiego.

## Części wsi
| SIMC    | Nazwa              | Rodzaj    |
| ------- | ------------------ | --------- |
| 0355192 | Dół                | część wsi |
| 0355200 | Góra               | część wsi |
| 0355217 | Kopalnictwo        | część wsi |
| 0355223 | Na Stanisławie     | część wsi |
| 0355230 | Pod Królewską Górą | część wsi |
| 0355246 | Wierzch Wsi        | część wsi |
| 0355252 | Wólka              | część wsi |
| 0355269 | Zagrody            | część wsi |

## Historia
Wymieniana w 1418 r. Od dawna znana z występowania ropy naftowej, której już w XVI w. używano do oświetlania Krosna.
W XV w. należała do Kamienieckich, Henryka, Mikołaja Kamienieckiego (od 1536 r.), a następnie do Bonerów, podobnie jak i Odrzykoń.
W okolicy wsi znajdują się złoża ropy naftowej. W 1888 r. zaczęto tu wydobywanie ropy naftowej na wielką skalę. Stara kopalnia, po ostatniej wojnie rozbudowana, należy dziś do największych i najbardziej wydajnych na Podkarpaciu.
Atrakcje turystyczne:
- szyby i urządzenia kopalniane z XIX/XX w.,
- groby Admirała Nelsona Keitha (1843-1898), poszukiwacza oleju skalnego, jego córki i współtowarzyszy Anglików,
- ekspozycja poświęcona historii górnictwa naftowego w szkole,
- w samej wsi – cerkiew greckokatolicka (obecnie kościół rzymskokatolicki) z 1898 roku,
- w pobliżu cerkwi rośnie potężny dąb szypułkowy o nazwie Dąb Poganin, który jest pomnikiem przyrody (to drzewo o obwodzie 894 cm), jedno z najstarszych nie tylko w regionie, lecz także w kraju (ma około 640 lat)[7][8]
- w okolicy ciekawe skałki, urwiska skalne i mała jaskinia.